# Nils Larson i Tullus
Nils Larson i Tullus (i riksdagen kallad Larson i Tullus), född 7 oktober 1822 i byn Tullus i Näskotts socken, Jämtlands län, död 3 juli 1896 i Näskotts församling, var en jämtsk bonde och frisinnad politiker. Han var ledamot av bondeståndet 1850–1866 samt dess siste talman 1862–1863 och 1865–1866. Han var vidare ledamot av andra kammaren 1867–1878 och 1887 samt ledamot och emellanåt även ordförande i Jämtlands landsjämnadsting och senare i Jämtlands läns landsting under större delen av sitt liv.

## Uppväxt och familj
Nils Larson föddes på sin fars gård i Tullus i Näskott, i Storsjöbygdens Jämtland. Han var son till den jämtske riksdagsmannen och forbonden Lars Olofsson och hans hustru Elisabet Nilsdotter. När Larson fortfarande var ett litet barn år 1823 uppstod en eldsvåda i Larsgården då hyvelspån efter snickare antändes. Tack vare den femtonåriga barnflickan Ingeborg Kingstedt räddades Nils Larson från en för tidig död.
När Larson fyllde tio år 1832 begav han sig till Frösön för att studera på Frösö trivialskola. Nils Larson siktade inte på att bli ämbetsman eller präst utan ville bli lantbrukare och forbonde. När han anlände till trivialskolan sattes han i den praktiskt inriktade apologistklassen. På skolan lärde sig Nils bland annat tyska. Under sin tid på skolan antog han efternamnet Lindgren. När han efter fem år återvände hem återtog han efternamnet Larson. Han fortsatte därefter med självstudier i främst historia och geografi samtidigt som han bistod sin far på gården.
1843 dog fadern och Nils tog tillsammans med sin mor över gården. Året därefter gifte han sig med Ingeborg Nilsdotter och deras första son Lars föddes 1845. Nils Larson tog 1846, 23 år gammal, formellt över gården.

## Karriärens inledning
Efter att folkskolestadgan utfärdats 1842 började Larson engagera sig i sockenpolitik och blev invald i Näskotts sockens första skolstyrelse. Samma år som han blev hemmansägare blev han invald som sockenombud i Jämtlands landsjämnadsting.
Larson försökte tidigt påverka rikspolitiken. År 1844 uppmanade han sin svåger, tillika riksdagsmannen Olof Nilson i Tomte att verka för att jämtska forbönder skulle få införa varor från Norge. Nils Larsons vältalighet och skärpa gjorde honom respekterad inom det jämtska landstinget och efter en debatt 1849 steg landshövding Jacob Axel Dahlström upp och sade "Här hafva vi ett riksdagsmannaämne som kommer att göra Jämtland heder".
Ett år senare, den 28 augusti 1850 fick Larson förtroendet att företräda bondeståndet för Norra Jämtlands domsaga i riksdagen.

## De första riksdagsåren
Som riksdagsman skiljde sig Nils Larson från många av sina samtida kolleger. Han hade som politiker en helhetssyn och ämnade med sin politik att utveckla hela Sverige. Hans första riksmöte inleddes den 15 november 1850 och han var aktiv redan från start. Larson ansåg att statens medel skulle användas ytterst sparsamt och när en debatt fördes angående huruvida kronprinsessan Lovisa skulle erhålla ett extra anslag på 18 000 riksdaler framförde Larson att kronprinsen (Karl XV) "kunna värdigt underhålla sig och sin gemål, utan att ytterligare betunga den af skatter nedtryckta nationen". Nils Larson deltog även i en rad debatter och ifrågasatte ständernas beslut att anslå mer pengar till kronprinsparets giftermål. Han deltog även i diskussioner angående jaktstadgan, fyrar längs västkusten, väganslag, lärlingsutbildning och fångvårdskostnader.
Vidare agiterade han för avskaffandet av bördsrätten; "enligt min tanke bör allt ont och förnuftsvidrigt uppryckas med rötterna, såvida man ej vill utsätta sig för att det gamla ogräset ska skjuta upp". Larson ville även att böndernas särskilda pålagor gällande finansieringen av försvaret skulle upphöra. Han underströk även att "Jemtland i afseende till hårdt klimat, föga bördig jordmån, gles befolkning, dyra arbetslöner samt brist på afnämare och närbelägna afsättningsplatser för ortens produkter, mer än någon annan af Sveriges prowinser saknade utvägar att utföra alltför tryckande prestationer". Nils Larson ville även inrätta en lantbruksskola i Jämtland, något som han senare fick gehör för i och med bildandet av en lantbruksskola i Ope 1862, vilken idag lever vidare i Åsbygdens naturbruksgymnasium.
Vid den här tidpunkten var bondeståndet i hög grad konservativt, detta som ett led i motreaktionen mot den franska februarirevolutionen från 1848. Nils Larson ville däremot arbeta i liberal och reforminriktad anda. Ledarna för de konservativa strömningarna inom bondeståndet var talmannen Nils Strindlund och Ola Månsson i Gårdslösa. De som motsatte sig deras kotteri var en grupp på 38 ledamöter, Nils Larson inkluderad. De 38 kom överens om tre övergripande politiska målsättningar, att hushålla med statens medel, att verka för en representationsreform och att skapa en motvikt till kotteriet. Gruppen bestående av de 38 ledamöterna såg tidigt Pehr Sahlström som sin inspiratör och ledare (trots att han inte deltog vid något möte). Men allt eftersom tiden gick fick gruppen en egen ledare i Nils Larson.
I slutet av 1850-talet hade gruppen tagit över ledningen av bondeståndet och Larson verkade för både konventikelplakatets och husagan avskaffande 1858.

### Landsting i hela Sverige
Samma år instiftades en femmannautredning, kommunalkommittén, som hade i uppdrag att utarbeta förslag till reformer på det kommunala planet. Som den ende bonden, och den enda landstingsledamoten, ingick Nils Larson i utredningen. Larson hade haft som hjärtefråga att instifta landsting i hela Sverige när han kom till Riksdagen. Efter 1853 var det även något som hela bondeståndet ville. Larson ville instifta landsting i hela Sverige.
| ”                      | Det är således äfven för Jemtland, af högsta vigt, att genom lag bestämmes när ifrågavarande landsting böra hållas, och för öfrige delar af Riket, der länsvis ordnade representationsföreningar eller landsting alls icke finnas, är naturligtvis af än större vigt att sådana inrättas och att föremålen för desammas befogenhet, genom allmän författning, bestämmas | „ |
| – Nils Larson i Tullus | |   |

## Bondeståndets talman
Den 21 oktober 1862 utsågs Nils Larson till bondeståndets talman och ersattes i riksdagen av sin bror, Olof Larson i Tullus. Samma år klubbade han förslaget från kommunalkommittén och landsting inrättades i hela landet. Under arbetet i kommittén försökte Larson förmå de övriga ledamöterna att begränsa fyrkskalan för de nya landstingen, för att minska maktkoncentrationen. I öppnandet av Riksdagen 1862 tog han i sitt tal upp betydelsen av den nya kommunallagen.
| ”             | Samfundsandan skall därigenom erhålla en väckelse till verksamhet och handling inom de mindre områden, kommuner och län, och af de klass- och ståndsval obundna kommunalförsamlingarna skola, på samma gång de alstra förbrödring och jemlikhet, blifva en förberedelse och ett underlag för den större verksamhet, som tillhör representationen af landet i sin helhet. Denna i vårt statslif vigtiga tilldragelse skall dock vinna sin fulla betydelse först genom en fullständig ombildning av nationalrepresentationen. | „ |
| – Nils Larson | |   |

Det låg i såväl Nils Larsons som i Bondeståndets intresse att driva på utvecklingen i liberal riktning och avskaffa ståndsriksdagen. Som talman kunde Nils Larson påverka regeringen med Louis De Geer och Johan August Gripenstedt. Under åren då Nils Larson var talman skedde mycket i svensk politik. En ny strafflag antogs, total näringsfrihet infördes, en modern banklagstiftning kom till med mera.

### Rättvisa och frihet i världen
1863 skedde ett uppror i Polen mot det tsaristiska Ryssland. Året innan hade tsar Alexander II avskaffat alla minnesfester över ryska militära segrar, utom den till minne av slaget vid Poltava. I Sverige anordnades så kallade Poltavafester runt om i landet. Ryssland ansågs alltjämt som ett stort hot mot liberala och demokratiska principer. Ett starkt Skandinavien och ett pånyttfött Polen skulle stå emot "hotet från öst". Många kom att engagera sig i Polen och det polska folkets frihetskamp, så även Nils Larson i Tullus. Då exilledaren furst Konstantyn Czartoryski gjorde en rundresa i landet bjöds han på audiens hos Karl XV och en stor middag hölls i börssalen. Nils Larson deltog vid middagen och mottogs av hurrarop när han gick i spetsen för den nu startade insamling till den polska frihetskampen genom att donera 500 riksdaler av hans talmansarvode. Larson satt även som ordförande vid ett solidaritetsmöte för "Polens kämpande folk" som hölls i Stockholm. Czartoryski blev mycket rörd och sade att om Polen haft ett så fritt bondestånd så skulle landet vara självständigt.
Under samma år, 1863, vistades anarkisten Michail Bakunin (som även han var engagerad i Polen) i Stockholm och hotades av regeringen med utvisning, något som liberalerna i samtliga stånd motsatte sig. En fest hölls den 28 maj för Bakunin för att markera vikten av avskaffandet av passtvånget som skett tidigare. Nils Larson i Tullus deltog vid festen och var en av dem som festtalade.

### Friare handel
Nils Larson var forbonde och visste hur betydelsefullt det var att handla över gränserna. Han visste hur centralmakten vid ett flertal tillfällen hade försökt stävja denna handel. Anläggandet av Östersunds stad 1786 var ett sådant beslut av centralmakten, om än ett misslyckat sådant ur protektionistisk synvinkel. Larson tillhörde en gammal jämtsk forbondesläkt. Såväl hans far som hans farfar hade, likt honom själv, gjort upprepade resor över Kölen till Tröndelag, främst till Levanger. Under ståndsriksdagen 1857 argumenterade Nils Larson i en debatt för avskaffandet av skråväsendet. I debatten liknande han "skrå-andan" vid "sköldpaddan i sitt skal", som omgärdar sig med "förbud och allehanda hinder, för att skydda sig mot den fria konkurrensen, dess svåraste fiende". Under den här tidpunkten var tulldebatten påtaglig och Larson argumenterade ständigt för sänkta tullar. 1860 slöt Frankrike och Storbritannien ett frihandelsavtal, Cobdentraktaten. Finansminister Johan August Gripenstedt, som visste att han hade en frihandelsvän i Nils Larson, sökte dennes stöd när riksdagen skulle behandla frihandelstraktaten. Larson agerade för att få med sig hela Bondeståndet att ställa upp bakom traktaten. Han stötte på ett visst motstånd då många ledamöter ville se till sina egna provinsiella intressen. Men arbetet fortskred och Sverige anslöt sig 1865 till Cobdentraktaten.

### Representationsreformen
En ny representation hade man från bondeståndet önskat under hela 1800-talet. Så även Nils Larson som 1860 tillsammans med riksdagskollegan Gunnar Erikson i Mörviken (västra Jämtland) organiserade namninsamlingar runt om i Jämtlands socknar. När Louis De Geer lämnat ett förslag om en ny representation mobiliserade reformvännerna runt om i landet. Bondeståndet under Nils Larson var den starkaste kraften i det hela. Under våren 1865 drog möteskampanjen igång, i hela landet organiserades 150 opinionsmöten. Så även i Jämtland och Nils Larson talade i Östersund där deltagandet var stort och argumenterade för sin sak. Alla var emellertid inte positiva. I Sollefteå i Ångermanland hölls ett protestmöte lett av Nils Strindlund. Men den 4 december kunde Nils Larson i Tullus, som bondeståndets siste talman, ro representationsreformen i land.

## Ny riksdag
Det första valet till Tvåkammarriksdagen hölls på sensommaren 1866 och Nils Larson fick nytt förtroende att företräda sin hembygd som ledamot i andra kammaren för Norra Jämtlands domsagas valkrets (åren 1870–1878 för Ragunda, Revsunds, Brunflo och Rödöns tingslags valkrets). 
Då Gustaf Lagerbjelke (den siste Lantmarskalken) utsågs till första kammarens talman, ansåg många att det föreföll naturligt att Nils Larson skulle utses till andra kammarens första talman. Formellt utsåg kungen talmannen, i praktiken var det regeringen som gjorde det. Nils Larson hade samarbetat nära med Louis De Geer, (regeringschef, tillika justitieminister), men De Geer ansåg att det vore att gå alldeles för långt att utnämna en bonde till talman av andra kammaren. I sina memoarer förklarar han emellertid varför Nils Larson i Tullus inte utsågs till andra kammarens förste talman;
| ”               | För min del ansåg jag icke lämpligt att sätta en bonde på talmansstolen och därmed liksom erkänna bönderna såsom herrar i Andra Kammaren | „ |
| – Louis De Geer | |   |

Vid tidpunkten fanns det de som ansåg att representationsreformen skulle leda till ett "bondevälde", något som De Geer förnekade. Han menade att om han utnämnde Lars Nilson till talman skulle kritiken bekräftas. 
Istället erbjöds Nils Larson att bli vice talman, men det hade han ingen önskan att bli utan valde att vara "vanlig riksdagsledamot". Förste talman blev istället den konservative Anton Niklas Sundberg som aktivt bekämpat representationsreformen.

### Ministeriella partiet
Den första kammaren hade blivit en mycket konservativ församling och många av de radikala och liberala ledamöter som drev på för representationsreformen blev inte invalda i andra kammaren. Rykten gick om planer att försöka störta ministären.
Trots att han inte utsågs till talman ansåg Larson att det var nödvändigt att låta regeringen De Geer fortsätta sitt reformarbete. Tillsammans med Per Murén från Gävle stad (vän av frihandel och näringsfrihet, även borgarståndets siste talman) tog Larson initiativet till en partibildning den 17 januari 1867 för att motverka en konservativ dominans i utskotten. Förutom de båda deltog flera andra reformistiska ledamöter.
Nils Larson läste upp ett fyrpunktsprogram som det nya partiet skulle verka för; att styrka och stadfästa det nya statsskicket, att understödja den sittande regeringen, att bevara status quo i tullagstiftningen och sparsamhet i statens hushållning. Vissa, framför allt greve Arvid Posse motsatte sig den andra punkten och en lång diskussion inleddes. Några dagar senare utsågs en niomannakommitté, med Larson som förstanamn för att leda det nya partiet. Nils Larsons parti vann därefter valen till Riksdagens utskott och fick en betryggande majoritet.
En motreaktion kom och Arvid Posse bildade tillsammans med Carl Ifvarsson med flera ett tullvänligt högerparti som motsatte sig regeringen — Lantmannapartiet. 
De ministriella hade majoriteten 1867 men den övertog Lantmannapartiet 1868. Nils Larson började också att distansera sig något från regeringen. Vid 1869 års riksdag dominerade Lantmannapartiet totalt i andra kammaren och de ministeriella var på tillbakagång. Ifvarsson och andra bönder försökte ivrigt att få Larson att inse att han hörde hemma i Lantmannapartiet, som genomgått en radikalisering.
1870 avsade sig Larson uppdraget som ledare för partiet han bildade och gick över till Lantmannapartiet. Kort därefter satt han som ordförande vid ett partimöte då han hade stort förtroende hos partiets ledamöter. Larson sökte däremot aldrig någon ledarställning i sitt nya parti.

## De sista åren
Nils Larson var motståndare till dödsstraff och hade tidigare bland annat suttit ordförande för ett möte gällande straffets fullständiga avskaffande, istället för enbart inskränkningar som skedde vid tiden.
I slutet av 1870-talet stod Larson som förstanamn bakom Lantmannapartiets förslag i frågan om grundskatterna som därefter började avskaffas. År 1878 drog sig Nils Larson tillbaka från Riksdagen då han var trött på de långa resorna till Stockholm.

### Försvar
Efter genomförandet av representationsreformen var de båda kamrarna överens om att försvaret behövde moderniseras. Frågan blev emellertid svårlöst då den första kammaren inte ville att alla medborgare tillsammans skulle finansiera försvaret. År 1867 kom ett förslag om att bönder inte skulle behöva bära bördorna som indelningsverket innebar under förutsättning att de i stället betalade en avgift. Larson menade att det inte fanns några skäl till varför bönderna skulle betala för att slippa något som de rikare medborgarna redan slapp. 
| ”                                                    | Må man åtminstone av klokhet, om icke av känsla för det rätta, se till, att man icke genom ett hårt och orättvist behandlingssätt förkväver hans (bondens) kärlek till fosterlandet och bringar honom därfän, att det till slut för honom kan kännas likgiltigt, om hans fädernesland benämnes konungarike eller storfurstendöme. | „ |
| – Nils Larson i Tullus, Riksdagsdebatt 24 april 1867 | |   |

Hans uttalande i frågan väckte stor uppmärksamhet då han gjorde liknelsen att det inte skulle vara värre att som finnarna vara medborgare i ett tsaristiskt storfurstendöme jämfört med att vara svensk medborgare. Kung Karl XV svarade med: "Jag tror att fan har farit i Tullus". Även Johan August Gripenfeldt som Larson haft ett nära samarbete med tillrättavisade honom. Nils Larson stod emellertid på sig och det hela lugnade ned sig.
Larson fortsatte att engagera sig i försvarsfrågor och anordnade 1871 ett opinionsmöte i Östersund gällande ett arméförslag. De som deltog vid mötet önskade "fred med sina grannar, fred med hela den stora, herrliga werld, som den Högste skapat". Larson ville ersätta indelningsverket med allmän värnplikt, samtidigt som han ville hålla igen på militäranslagen.

## Majriksdagen
Under 1880-talet blossade nya tullstrider upp. Dåliga konjunkturer gav stark fart åt den protektionistiska strömningen och föranledde en hetsig tullstrid som totalt splittrade Lantmannapartiet.
Protektionisterna bildade Nya lantmannapartiet och Nils Larsons närmaste kamrater utgjorde kärnan i Gamla lantmannapartiet. Då tullförespråkarna höll på att driva igenom ett förslag angående kraftigt höjd tull på råg upplöste Oscar II riksdagen och nyval hölls där frihandlare stod mot tullvänner. Det blev den ditintills största valrörelsen i Sverige. I Jämtland stod Östersunds-Posten och Jämtlandsposten på frihandlarnas sida och Jemtlands Tidning på tullvännernas. Frihandlarna i Jämtlands norra domsagas valkrets ville ha en kraftfull företrädare för frihandel och kunde inte tänka sig någon bättre kandidat än den gamla talmannen från Tullus. Efter Östersunds-Postens uppmaning tackade Larson ja till att åter ställa upp till val. I Jämtland stod frihandlarna starka och Nils Larson vann en förkrossande seger i valet. På riksplanet var det mer jämnt och det föreföll som om frihandlarna hade vunnit. 
Emellertid hade en ledamot, Olof Larsson ("Ångköks-Olle") inte betalat hela sin kommunalskatt och var därmed inte valbar. Alla valsedlar med hans namn kasserades och därmed ogiltigförklaras hela den gemensamma listan för Stockholms stad. De 22 invalda frihandlarna ersattes av protektionister. Nils Larson lämnade Riksdagen för gott när det ordinarie valet hölls hösten samma år.

## Unionen
En genomgripande fråga för Nils Larson var unionen mellan Sverige och Norge. Han ville att Sverige och Norge skulle bli jämställda i unionen "det bör ligga i de begge förenade nationernas intresse att så mycket som möjligt närma sig varandra" sade han redan år 1851. Nils Larson delade inte synen, som bland andra Gripenstedt hade, nämligen att Norge skulle vara ett lydrike. Under Ståthållarstriden tog Nils Larson till orda och försvarade Norge i riksdagen. "Jag måste sålunda på det lifvligaste bestrida all inblandning från Sveriges sida i Noriges inre styrelse och påyrka helgden af Noriges frihet och sjelvstendighet". Vidare ansåg han att om hans kollegor tog ställning för Norges sak skulle deras röster "trängas sig vänligt öfver fjellen och nå våra bröders hjertan. Derigenom skall föreningen vida mera befästas än genom en svensk man till norsk ståthållare".
När något jämställande inte skedde lämnades en reservation gällande beslutet in, med Nils Larson som förstanamn. Reservationen inlade "en liflig protest mot motiveringen i Betänkandet och de beskyllningar mot grannriket, af hvilka den öfverflödar. Vi för vår del, finna ett sådant skrifsätt vara Rikets Ständer föga värdigt". Nils Larson fortsatte att verka för en likställning mellan länderna. När Bjørnstjerne Bjørnson besökte Riksdagen på inbjudan av Lantmannapartiet 1870 var det Larson som höll ett högtidstal till hans ära.
Nils Larson var likt många jämtar mycket imponerade av den norska samhällsutvecklingen och verkade ofta för att Sverige skulle "hinna ikapp" Norge. På grund av hans åsikter i frågan om unionen och eftersom han faktiskt var jämte misstänktes Nils Larson ofta för sin "norskhet". Så sent som år 1896, alldeles innan sin bortgång stöttade han Adolf Hedins arbete för likställande mellan länderna.

## Övrigt
- Nils Larson invaldes 1863 som ledamot av Lantbruksakademien.
- En staty av Nils Larson i Tullus står idag på Jamtli i Östersund.
- Tack vare Larson drogs järnvägen genom Östersund på 1870-talet, något som banade väg för stadens framväxt.
- En ättling till Nils Larson i Tullus, Maria Söderberg, är kommunalråd i Krokoms kommun för Centerpartiet.
- En sonsons sonsons son till Nils Larson i Tullus är Per Ewert, direktor för Claphaminstitutet.